# Nele
Nele – gaun wikas samiti we wschodniej części Nepalu w strefie Sagarmatha w dystrykcie Solukhumbu. Według nepalskiego spisu powszechnego z 2001 roku liczył on 426 gospodarstw domowych i 2234 mieszkańców (1142 kobiet i 1092 mężczyzn).